# Давид Тенцер
Давид Бартимей Тенцер OFMCap (словац. Dávid Bartimej Tencer; нар. 18 травня 1963, Нова Баня) — словацький католицький єпископ, єпископ Рейк'явіка з 2015 року.

## Життєпис
Народився 18 травня 1963 року в Новій Бані, Чехословаччина. Закінчив Братиславську духовну семінарію і богословський факультет Братиславського університету. Священничі свячення прийняв 15 червня 1986 року і отримав направлення на служіння в парафії у Банській Бистриці.
У 1990 році вступив до Ордену Братів Менших капуцинів. Закінчив новіціят і виїхав на богословські студії до Риму, де в 1994 році здобув ліценціят з богослов'я в Папському Антоніанському університеті. 28 серпня 1994 року склав вічні обіти. Від 2003 року був гвардіаном монастиря в Жиліні. У 2004 році настоятелі вислали його до Рейк'явіка. У 2007 році був заснований чернечий дім у місті Рейдарфйордюр і о. Давид став парохом тамтешньої парафії святого Торлака.

## Єпископ
18 вересня 2015 року Папа Франциск, прийнявши зречення П'єра Бюршера з виконання функцій єпископа Рейк'явіка, призначив о. Давида Тенцера єпископом цієї дієцезії. Єпископську хіротонію отримав з рук єпископа П'єра Бюршера 31 жовтня 2015 року. Автор герба — словацький геральдик Марек Соболя.